# Bodrist
Bodrist (ukr. Бодрість, ros. Бодрость) – przystanek kolejowy w miejscowości Szkło, w rejonie jaworowskim, w obwodzie lwowskim, na Ukrainie.